# Învestitură (Evul Mediu)

Învestitura lui Paulus Schönebner ca stareț al Mănăstirii Heiligenkreuz în 1601 (Arhiva de stat Heiligenkreuz, Austria Inferioară)

Învestitura (din latină vestitura, „înveșmântarea”) era în Evul Mediu actul prin care o persoană punea pe alta în posesia unui lucru sau unei demnități, ca și cum l-ar fi îmbrăcat cu lucrul sau funcția respectivă. De aici provine expresia „învestirii în funcție”, ca și cum ar fi un obiect vestimentar (veșmânt sau haină). Cuvântul a fost folosit încă din secolul al IX-lea pentru a desemna donarea și primirea unei biserici și, în același timp, a demnității ecleziastice asociate acesteia. În sistemul feudal învestitura se realiza prin ceremonia de predare a unei feude de către un suzeran vasalului său. Esențiale pentru actul învestiturii erau simbolurile folosite în timpul învestirii (punerea inelului, înmânarea potirului etc). Controversa asupra învestiturii ecleziastice a culminat cu Controversa pentru învestitură (c. 1075–1122).

## Termen și origine
Practica învestiturii își are originea în regiunea germanică, unde era obiceiul ca, după dobândirea unei proprietăți, noul proprietar să primească un document de la proprietarul anterior. Simbolul folosit cu această ocazie era o tulpină sau o crenguță, de exemplu. Datorită creșterii numărului tranzacțiilor făcute la distanță, învestitura a început să se refere exclusiv la teritorii. Simboluri precum acoperământul de altar, registrul bisericii sau frânghia clopotului erau folosite cu ocazia preluării conducerii „bisericilor proprii” (Imperiul Franc - așezăminte religioase construite cel mai adesea de un laic aparținând nobilimii locale pe un teren privat). Cel care deținea o astfel de biserică trebuia să se asigure că funcția de conducere a acesteia este ocupată întotdeauna și că slujba religioasă se oficiază.

## Controverse privind învestitura

### Pretenția la învestitura de la Hochkirchen
Suzeran fiind față de proprietarul unui teritoriu, regele ridica în mod firesc pretenția la dreptul de învestitură. Prin urmare, sistemul bisericesc privat a fost considerat doar o justificare. Regii aveau deja o influență asupra alegerii episcopilor înainte de a exista conceptul de învestitură sau de biserici private. Pe de altă parte, demnitatea sacră a regelui era statutul pe care se baza pretenția la acest drept.
Chiar și Merovingienii învesteau episcopi, dar numai Carolingienii ofereau cârja arhierească ca indiciu al funcției pastorale și o imitație a hirotonirii episcopale. Încă din timpul împăratului Otto I, îndeplinirea acestui gest a devenit regulă. Ulterior Henric al III-lea a adăugat și inelul episcopal ca simbol al autorității spirituale.

### Critica în contextul reformelor Bisericii
Critica actului de învestire a apărut relativ târziu, în perioada Controversei pentru învestitură, în timpul reformării Bisericii din secolul al XI-lea, care a avut ca țintă în principal simonia (până în 1078). Era criticată influența puterilor laice asupra funcțiilor ecleziastice (învestitura laică), dar nu și practica în sine. Acest lucru poate fi observat în formularea rezoluțiilor sinodale și datarea primei interdicții legale a învestiturii de către laici în 1078, adică după Penitența de la Canossa a lui Henric al IV-lea. În cadrul intențiilor reformei bisericii, expansiunea și asigurarea predominanței Romei în lumea creștină se afla în prim-plan. Eradicarea practicilor simoniste trebuia, prin urmare, să fie primul pas spre ruperea legăturilor feudale și reconectarea cu Roma. Practica înlăturării și reinstituirii episcopilor, de data aceasta cu voia Romei, a devenit din ce în ce mai comună.

### Alegeri canonice
Reînnoirea alegerilor canonice urmând dorința poporului și a clerului, mai ales după 1059, când influența regelui asupra papei fusese redusă prin bula papală „In nomine Domini” privind alegerile canonice, a reprezentat o oportunitate pentru papă de a-și stabili propria influență. În fapt, regele a continuat să învestească, dar avantajele simoniei, precum sprijinul financiar și supunerea, i-au fost din ce în ce mai mult reduse și de atunci înainte a fost nevoit să aștepte aprobarea Romei dată prin intermediul mitropoliților.

### Interdicții privind învestirea laică
Trebuie făcută o distincție în ce privește învestitura laică:
- învestitura unui cleric (episcop imperial) de către un laic (rege);
- învestitura unui laic de către un cleric (de ex. cumpărarea unui loc de ucenicie în mănăstire).

Prin urmare, trebuie făcută și o distincție în ceea ce privește aplicabilitatea interdicției:
- un laic care învestește (1),
- un cleric care învestește un laic (2),
- un laic care primește învestitura (3), sau
- un cleric care primește învestitura de la un laic (4).

Începând din 1078 (deci după Penitența de la Canossa) s-a interzis clerului  în mod explicit la un Conciliu în Poitiers să fie învestit de laici (cazul 4). Interdicția învestirii adresată unui laic, și anume regele (cazul 1) a fost stabilită abia în 1080. Diferența semnificativă este aceea că în 1078 papa se adresa clericilor, grupul asupra căruia avea autoritate legală. Însă în 1080 interdicția era adresată laicilor, intervenind astfel în sfera laică.
Prin Concordatul de la Worms împăratul Henric al V-lea a acceptat pretenția papei la dreptul de învestitură și a renunțat la învestitura cu inel și baston. În schimb, papa Calixt al II-lea a admis că alegerea episcopilor și stareților germani trebuia negociată în prezența reprezentanților imperiali, iar împăratul, folosind sceptrul, urma să ofere celui ales însemnele puterii (așa-numitele regalia) asociate funcției sale spirituale.
După Controversa pentru învestitură, termenul de învestitură a fost din ce în ce mai folosit în conexiune cu feudalitatea. Aceasta înseamnă că prin învestitura se crea legătura bazată pe loialitate între vasal și suzeranul său. Procedura învestiturii putea varia fiind pomenită depunerea jurământului sau gestul punerii mâinilor împreunate în mâinile suzeranului. Chiar și instalarea unei persoane într-o funcție înaltă (de ex. ca rege) a fost numită învestitură. Sfântul